# 控制流分析
控制流分析（Control flow analysis）簡稱CFA，是一種確認程式控制流程的靜態代碼分析技術。控制流程會以控制流圖來表示。對於函數程式語言及物件導向程式設計，CFA都是指計算控制流程的演算法。
控制流分析一詞最早是由Neil D. Jones及Olin Shivers開始使用。
對於像是Scheme之類有高階函數的程式語言，不一定可以從程式中直接看出函數呼叫的目標，例如以下的程式片段
```
(lambda (f) (f x))
```

根據上述程式無法確認程序f是指什麼，此情形下的控制流分析需考慮何時會執行此程式碼，及當時的傳入值。
抽象釋義、約束滿足及型別系統都可以用來進行控制流分析。

## 外部連結
- for textbook intraprocedural CFA in imperative languages
- CFA in functional programs (survey) （页面存档备份，存于）
- for the relationship between CFA analysis in functional languages and points-to analysis in imperative/OOP languages （页面存档备份，存于）